# Oncidium leleui
Oncidium leleui là một loài thực vật có hoa trong họ Lan. Loài này được R.Jiménez & Soto Arenas mô tả khoa học đầu tiên năm 1990.